# Adrada de Pirón
Adrada de Pirón es un municipio y localidad española de la provincia de Segovia, en la comunidad autónoma de Castilla y León. Situada a 12 km de Segovia, cuenta con una población de 40 habitantes (INE 2024).
En su entorno se encuentran dos despoblados, antiguos barrios: Cabanillas de Pirón y La Armuñilla.

## Toponimia
El término Adrada tiene dos posibles orígenes. Por un lado, provendría de adra, derivado del árabe daur, con el significado de ‘turno’, que hace referencia al turno de vecinos para el aprovechamiento de fincas o aguas, o el pago de cargas concejiles. Se encuentra en una zona caliza, donde abundan las aguas subterráneas, por lo que se referiría a una fuente adrada, aprovechada por turnos. Por otro lado, otra explicación lo deriva del latín ad retram, con el significado de ‘hacia atrás’ aunque más tarde adquiriría el sentido de ‘alejado o apartado’, por lo que haría referencia a la situación de la localidad, alejada del río Pirón, del que le separan dos kilómetros.
Por su parte, Pirón deriva de petrum, con el significado de ‘piedra’, más el apreciativo -on.

## Geografía

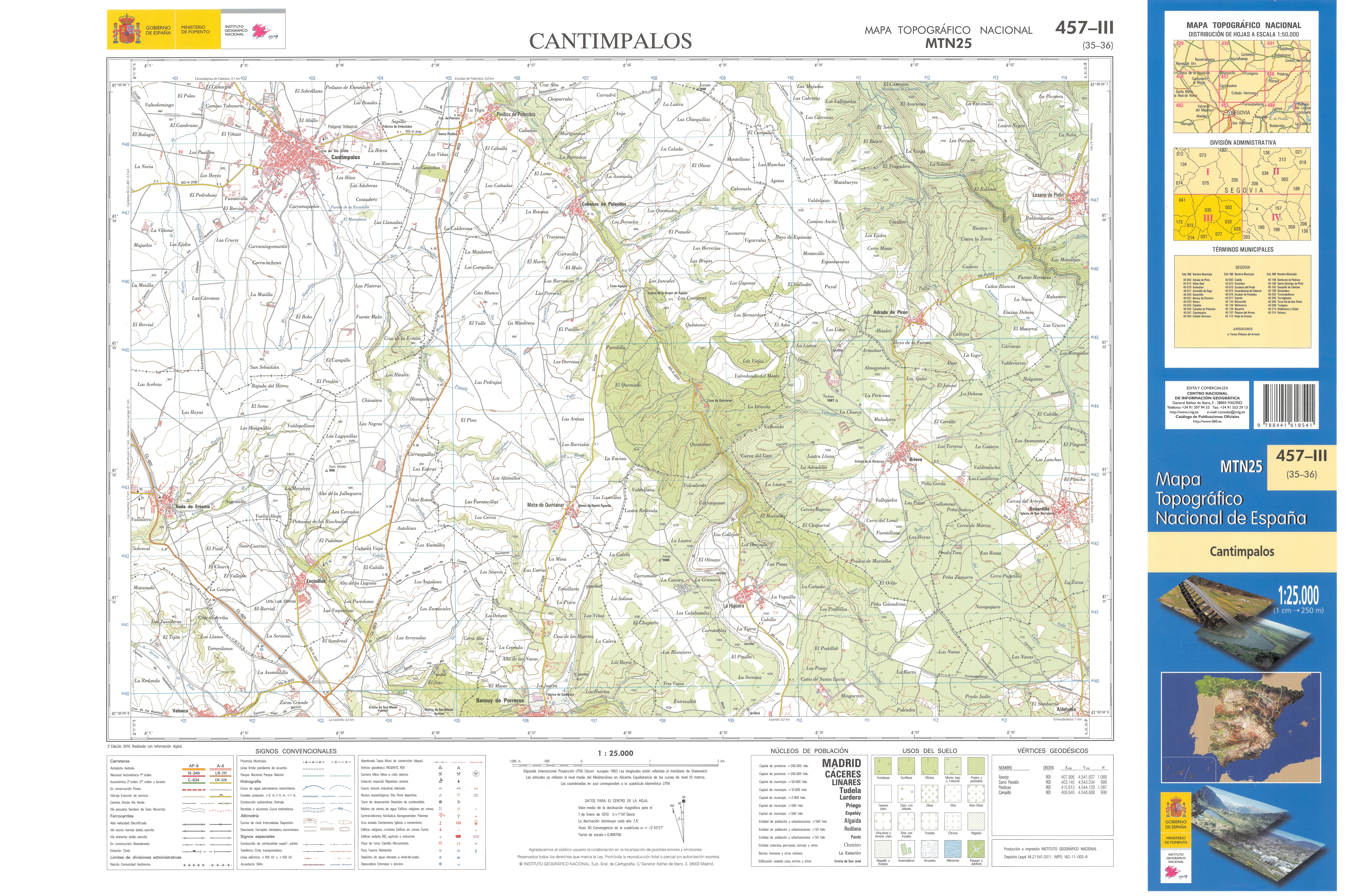
Fragmento de la hoja 457 del Mapa Topográfico Nacional de España de 2010 en el que se representa Adrada de Pirón

Situada cerca del río Pirón al que desagua el Arroyo del Valle, que pasa por el pueblo.

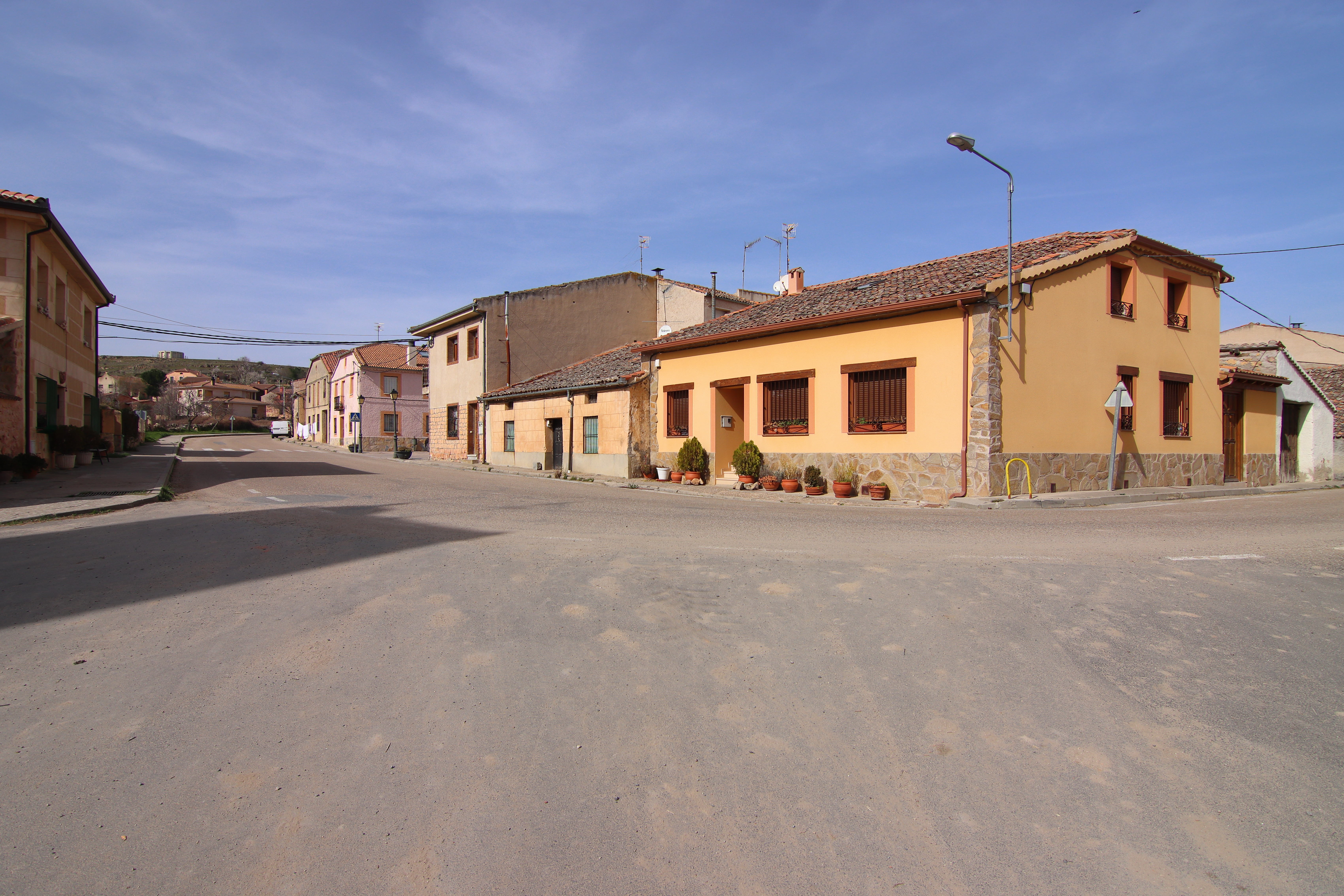
Calle de Adrada de Pirón

Por el pueblo cruza la carretera SG-P-2222 que une Adrada de Pirón con Brieva y Losana de Pirón.
El núcleo está formado por dos barrios situados a distintos niveles de altura, pero unidos a modo de círculo.
| Noroeste: Losana de Pirón (Torreiglesias) | Norte: Losana de Pirón (Torreiglesias) | Noreste: Losana de Pirón (Torreiglesias) |
| Oeste: Cabañas de Polendos                |                                        | Este: Losana de Pirón (Torreiglesias)    |
| Suroeste: Cabañas de Polendos             | Sur: Brieva                            | Sureste: Brieva                          |

## Demografía
Cuenta con una población de 40 habitantes (INE 2024).
| Gráfica de evolución demográfica de Adrada de Pirón entre 1842 y 2021                                                 |
| |
| Población de derecho según los censos de población del INE. Población de hecho según los censos de población del INE. |

## Administración y política
| Periodo   | Nombre                                                              | Partido   |
| --------- | ------------------------------------------------------------------- | --------- |
| 1979-1983 | José María Martín Bayón                                             | UCD       |
| 1983-1987 | José María Martín Bayón                                             | AP-PDP-UL |
| 1987-1991 | José María Martín Bayón                                             | PDP       |
| 1991-1995 | Jesús Gómez Herranz                                                 | PP        |
| 1995-1999 | Jesús Gómez Herranz                                                 | PP        |
| 1999-2003 | Jesús Gómez Herranz                                                 | PP        |
| 2003-2007 | Jesús Gómez Herranz                                                 | PP        |
| 2007-2011 | Jesús Gómez Herranz                                                 | PP        |
| 2011-2015 | Jesús Gómez Herranz                                                 | PP        |

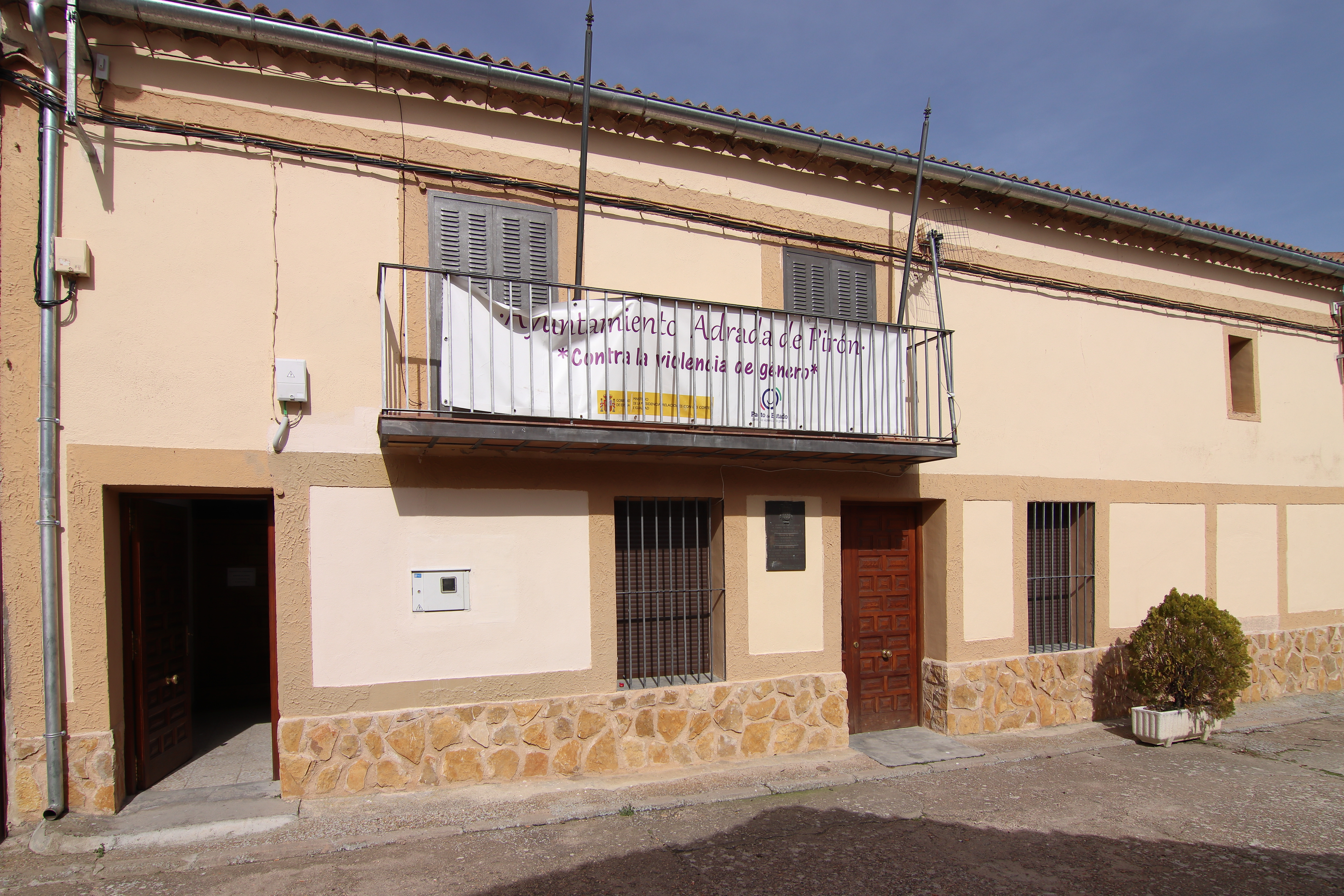
Casa consistorial, sede del Ayuntamiento de Adrada de Pirón

| 2015-2019 | Ruth Sanz Moreno (2015-2018)Julio César de Pedro Gozalo (2018-2019) | PSOEPP    |
| 2019-2023 | Julio César de Pedro Gozalo                                         | PP        |
| 2023-act. | Julio César de Pedro Gozalo                                         | PP        |

## Cultura

### Patrimonio

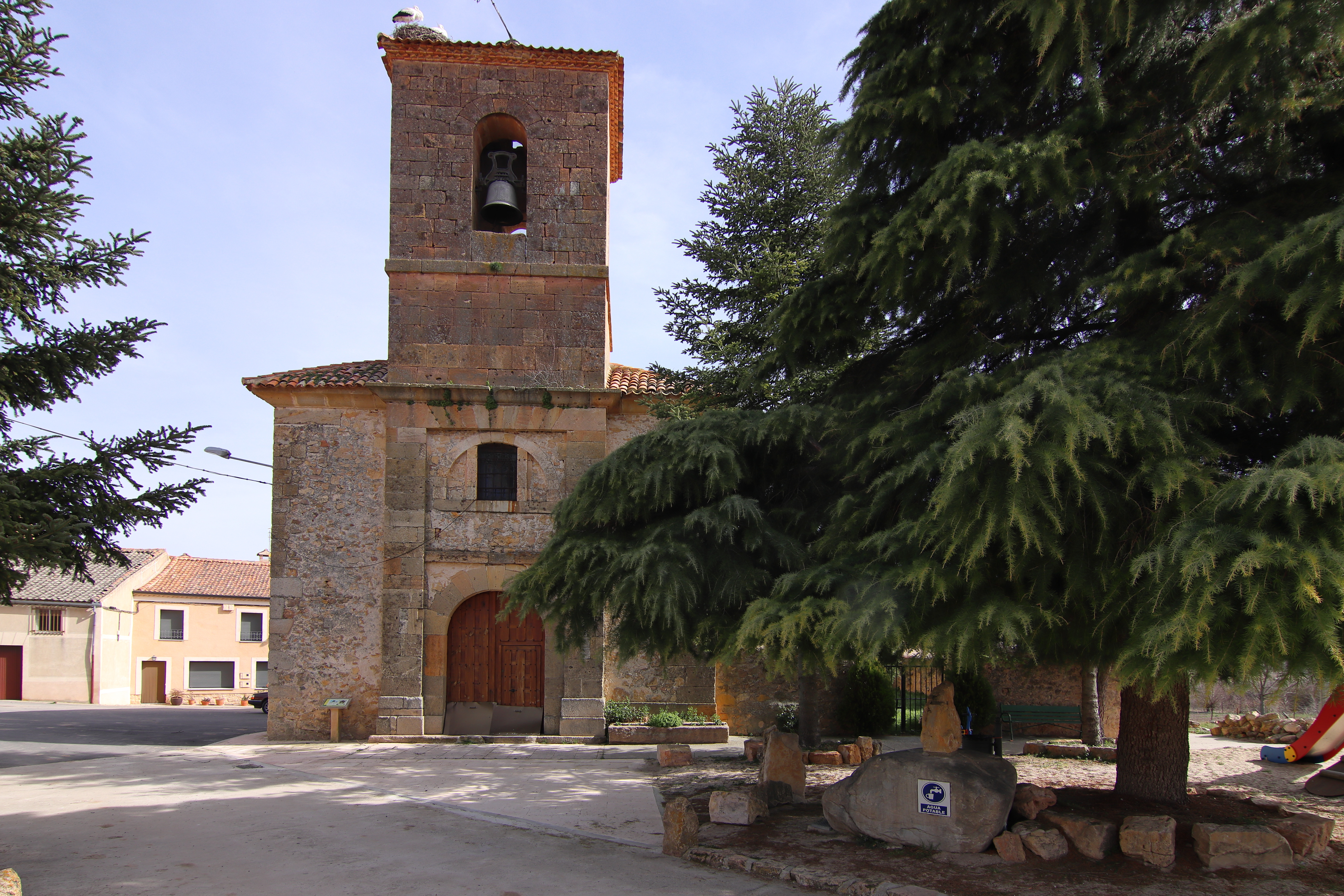
Iglesia Nuestra Señora de la Asunción

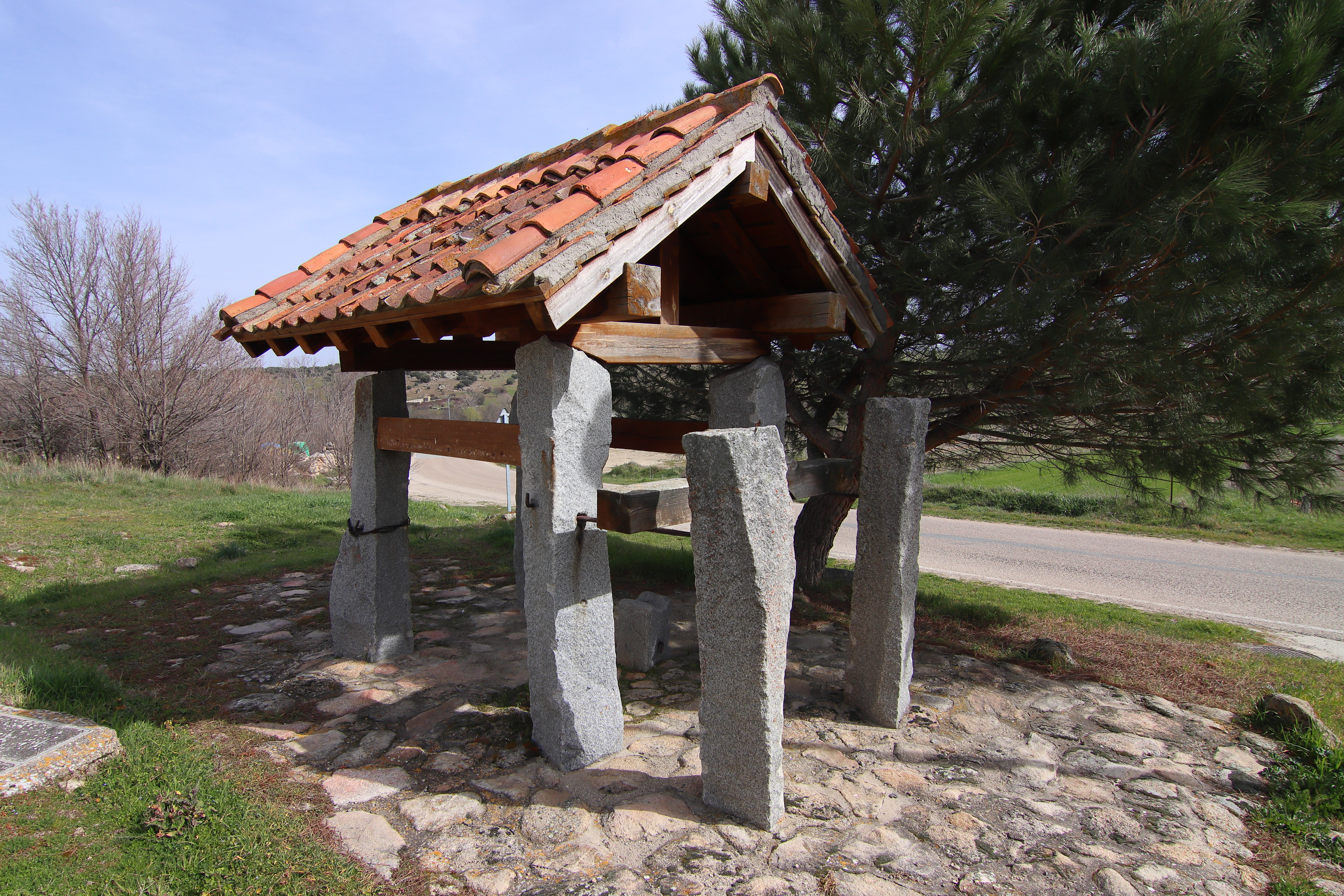
Potro de Herrar

- Iglesia Nuestra Señora de la Asunción, un pequeño templo sencillo, de estilo románico y realizado en mampostería caliza;[6]
- Fuente del Caño de 1904, usada como pilón, es la única localidad con manantial propio, un manantial del que mana agua todo el año, incluso en épocas de intensas sequías. Es lo más característico del pueblo.
- Puente de Encalá, hoy llamado en ocasiones Puente de Alcalá, cruza el río Pirón, hoy pasa sobre el la carretera que va a Losana, previamente se utilizó para mover ganado trashumante procedente de la Cañada de la Vera de la Sierra. Tras un hundimiento parcial, en 1950 se le añadió un segundo ojo.[7]
- Potro de Herrar restaurado;[8]
- Palacio,[9] en ruinas.

### Fiestas
- Las Candelas y San Blas, los primeros días de febrero;
- Nuestra Señora de los Remedios, el último fin de semana de agosto;
- San Isidro Labrador, mayo;
- San Gervasio, el 19 de junio.[8]

### Leyendas
Leyenda del Tuerto de Pirón
El Tuerto de Pirón era un bandolero nacido en la localidad vecina de Santo Domingo de Pirón. Fernando Delgado Sanz, apodado el Tuerto de Pirón, robaba a los ricos, asaltaba iglesias y caminos, Adrada de Pirón fue uno de los lugares donde más actuó.